# Landegel

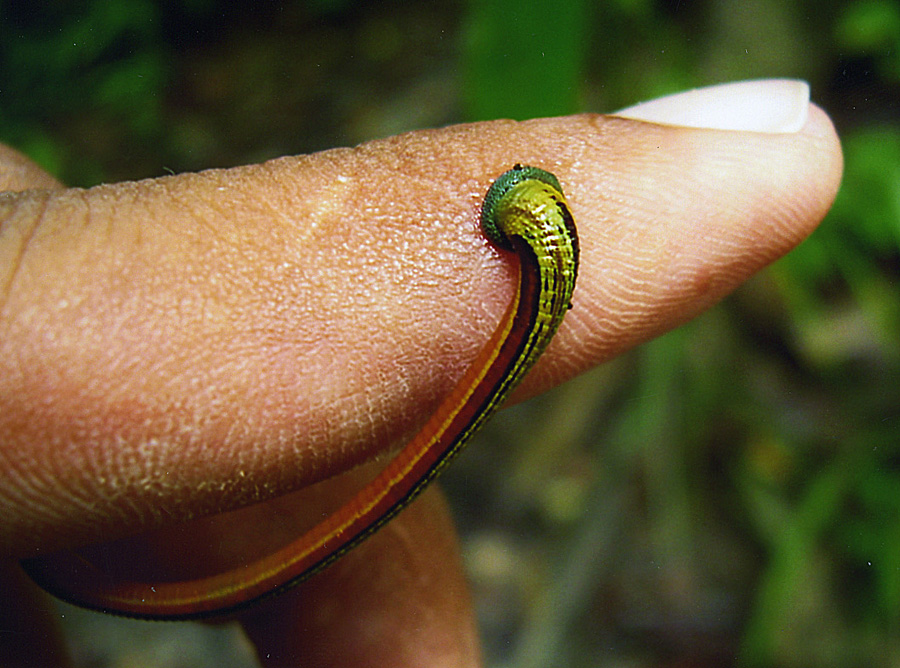
Haemadipsa picta am Finger eines potenziellen menschlichen Wirts

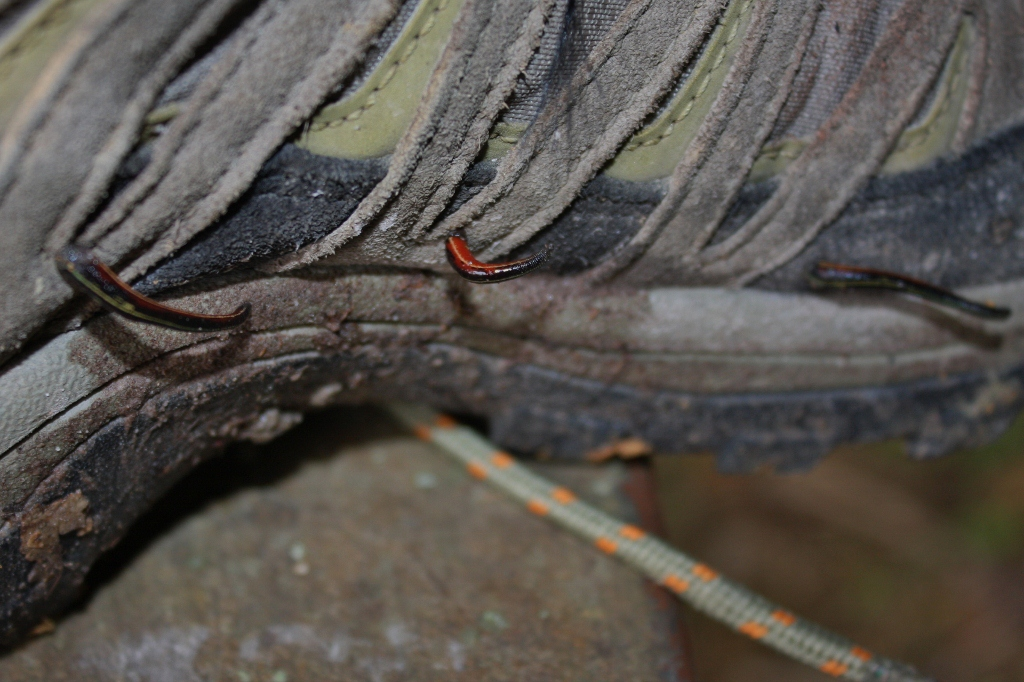
Haemadipsa picta an einem Schuh

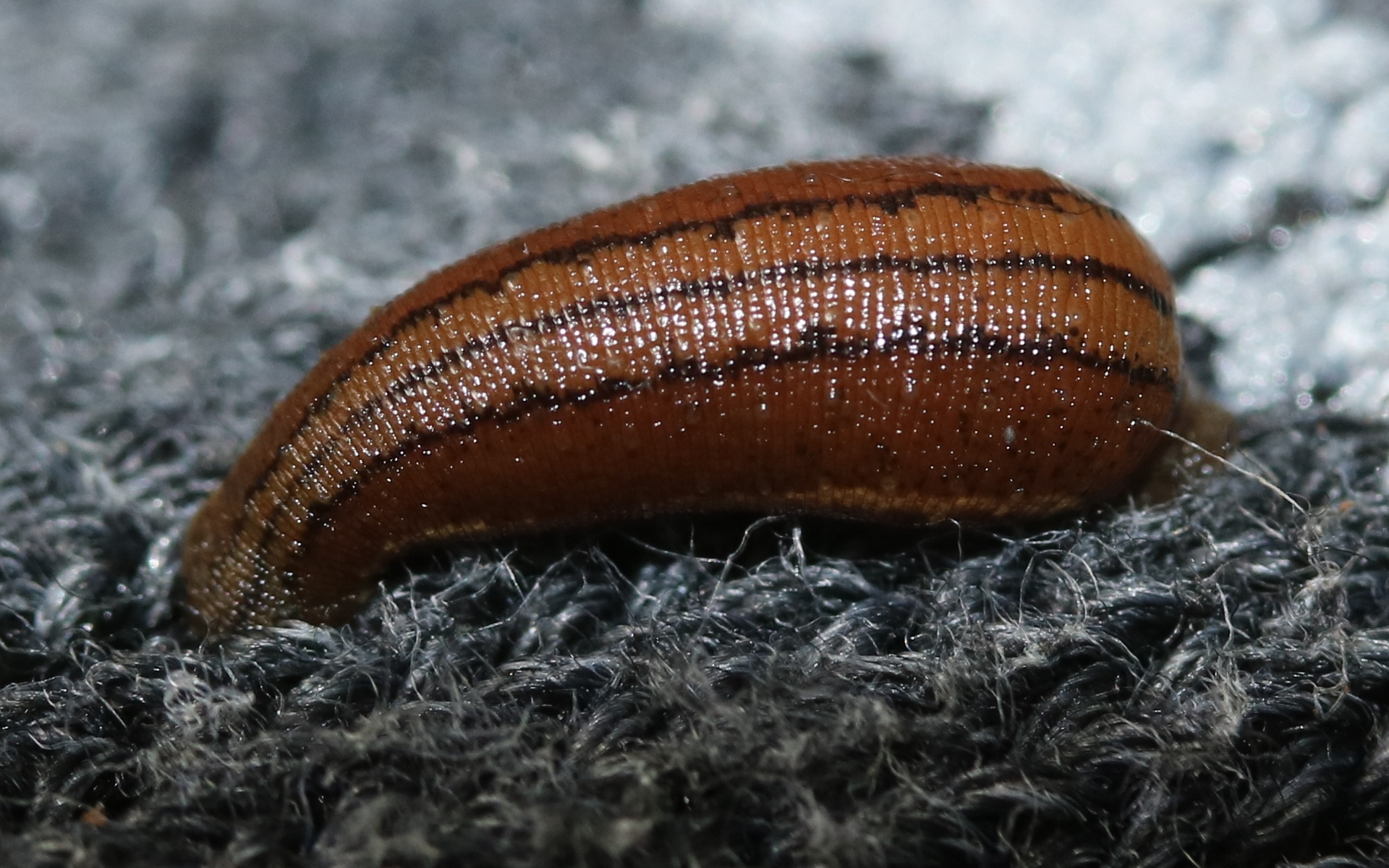
Haemadipsa zeylanica saugt durch eine Socke hindurch Blut

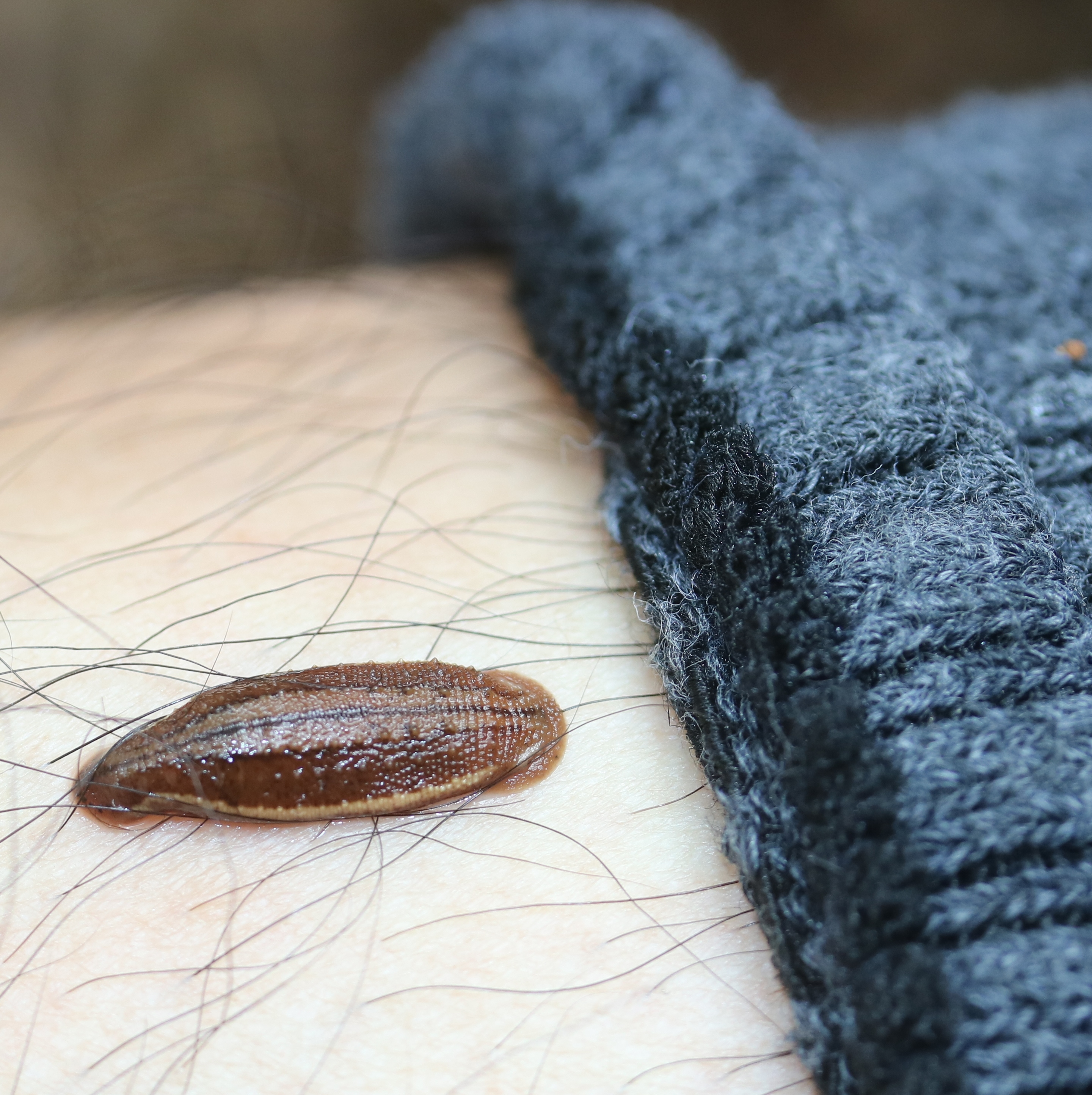
Haemadipsa zeylanica beim Saugen, mit beiden Saugnäpfen an der Haut verankert (Kopf links)

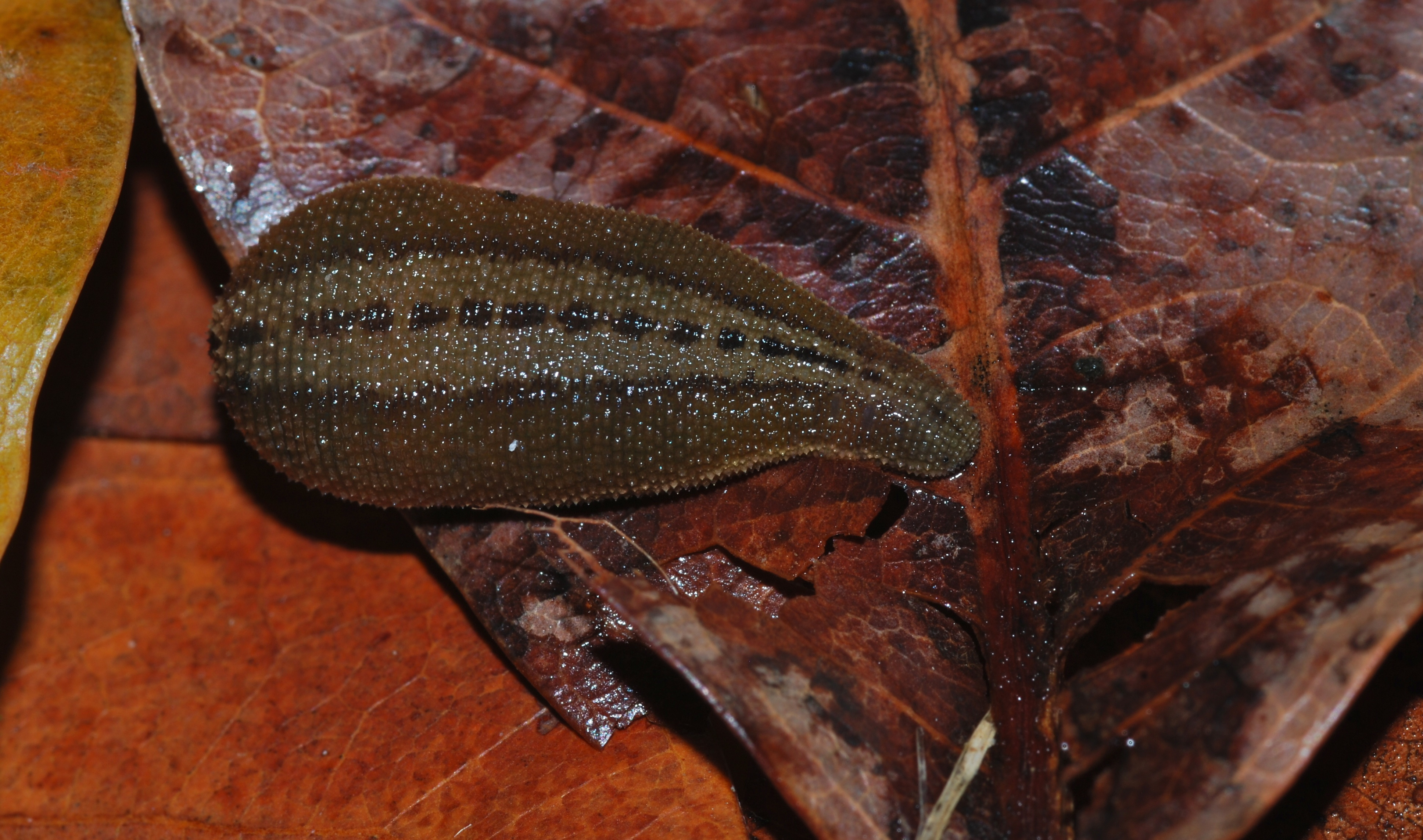
Haemadipsa zeylanica, satt und vollgesogen. Pahang, Malaysia

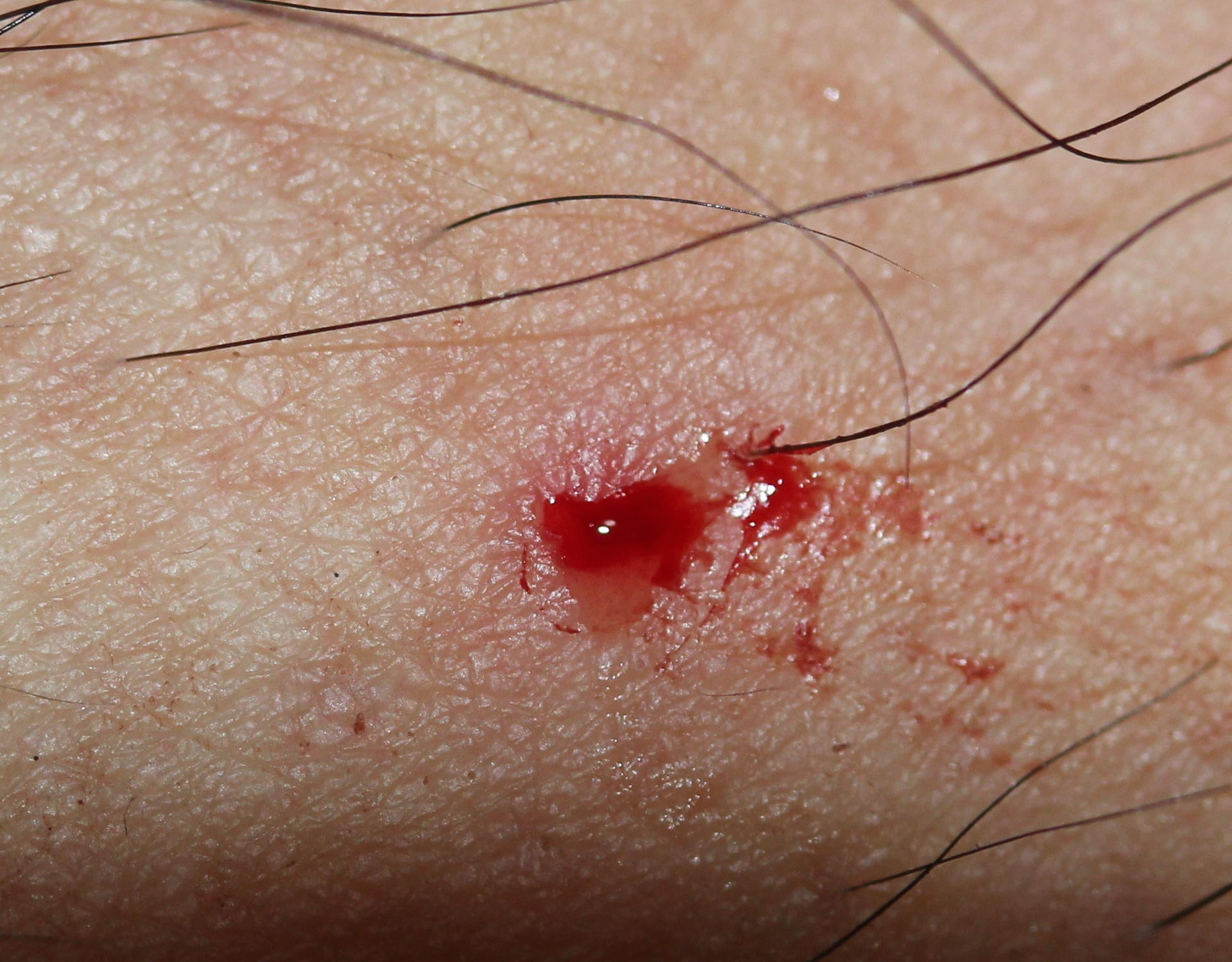
Von Haemadipsa zeylanica gebissene Wunde

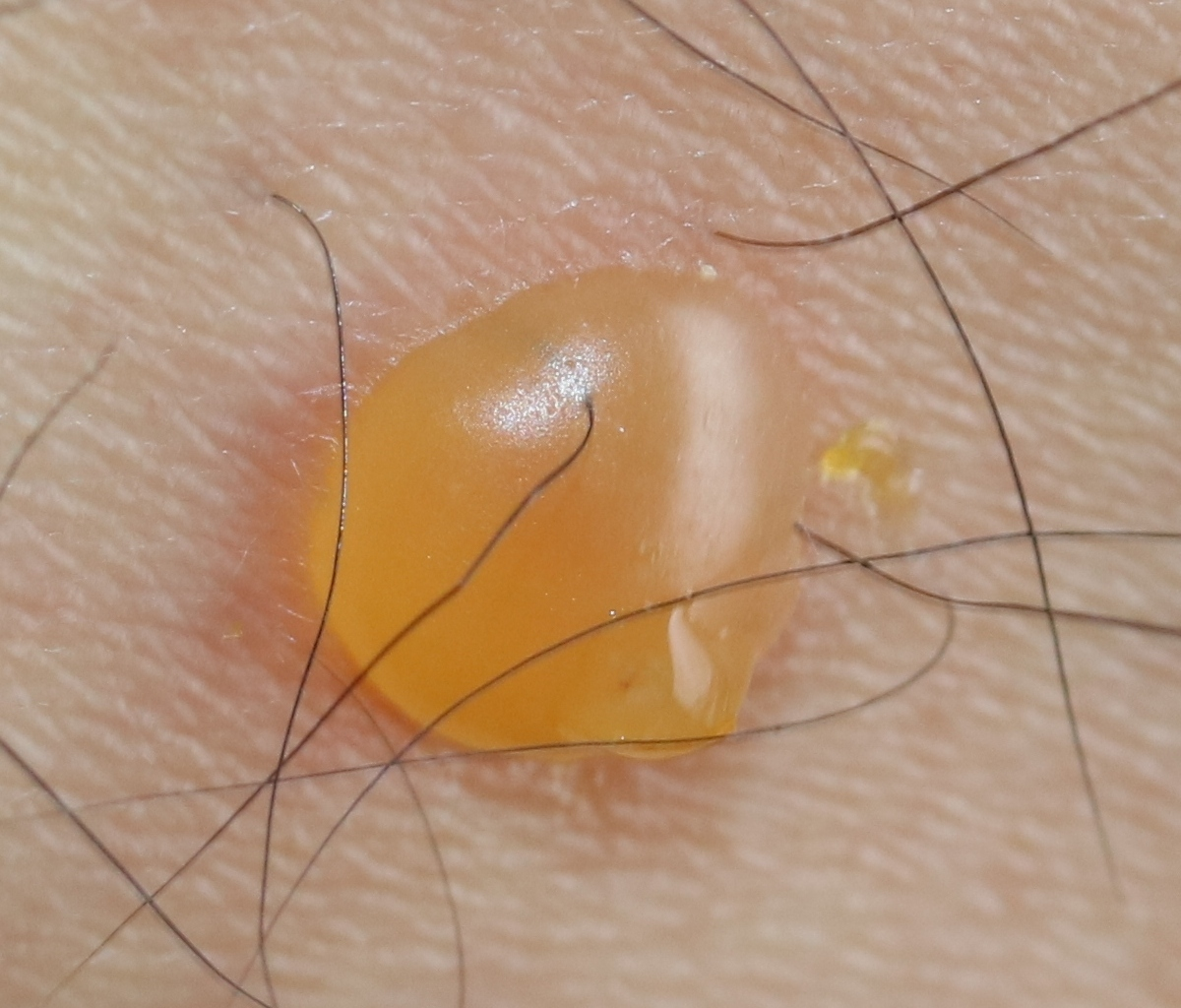
Blase, die an einer von Haemadipsa zeylanica gebissenen Wunde entstanden ist

Die Landegel (Haemadipsidae) sind eine Familie der Kieferegel (Hirudiniformes), die in feuchten Wäldern Asiens als Blut saugende Parasiten verschiedenen Wirbeltiere und auch den Menschen befallen. 

## Merkmale
Die Landegel ähneln äußerlich den in Europa heimischen Egeln der Familie Hirudinidae, sind aber deutlich kleiner. Sie besitzen zwei bis drei Kiefer, die jeweils mit einer einfachen Zahnreihe versehen sind. Jedes Segment weist außen drei bis zwölf Ringel auf. Der hintere Saugnapf hat zahlreiche Radialfurchen, welche die Fortbewegung an Land erleichtern. Der Körper ist von Längsfurchen überzogen, die quer zu den Ringeln verlaufen, so dass sich ein netzartiges Muster mit quadratischen Flecken ergibt.
Während die Egel der Gattung Haemadipsa in ihrem Schlund drei Kiefer und pro Segment im Mittelabschnitt fünf Ringel haben, sind es bei der Gattung Phytobdella zwei Kiefer und pro Segment sechs Ringel. An ihrem hinteren Saugnapf haben Egel der Gattung Haemadipsa zudem einen gebogenen Fortsatz (Greifpapille), der ihnen die Fortbewegung im Geäst ermöglicht.
Die Landegel nehmen auf Grund ihres Geruchs- und wahrscheinlich auch Wärmesinns ihren Wirt gegen den Wind wahr und bewegen sich durch Geäst, Gras oder über den Boden rasch in seine Richtung. Sie besitzen einen Mechanismus, der ihnen die Saugnäpfe auch bei trockener Witterung feucht hält: Das erste Paar Nephridien mündet über einen langen Harnleiter direkt in den vorderen Saugnapf. Die austretende Harnflüssigkeit wird über die Furchen des Saugnapfs durch Kapillarwirkung auf dessen Oberfläche verteilt. Die hintersten Nephridien münden dagegen unter lappenförmigen Fortsätzen („Öhrchen“ oder Aurikel) des 23., 24. und 25. Segments. Während der Fortbewegung des Egels streichen diese Fortsätze über die Innenseiten des hinteren Saugnapfs und benetzen ihn so mit der Harnflüssigkeit. Die Form des drehbaren hinteren Saugnapfs mit seiner Greifpapille, die bei manchen Arten auch aktiv einen Ast umfassen kann, ermöglicht dem Egel eine sehr rasche Fortbewegung im Geäst und Gras.

## Verbreitung, Lebensräume und Beispielarten
Die Landegel leben in Wäldern Südasiens, Südostasiens, Australiens und Madagaskars, wo sie als blutsaugende Parasiten Säugetiere befallen. 
Der bereits 1827 von Alfred Moquin-Tandon als erste Art beschriebene, kaum 4 cm lange Ceylonegel (Haemadipsa zeylanica) ist in ganz Südostasien von Indien bis Japan verbreitet und durch mehrere geographische Unterarten vertreten. Die Art lebt vor allem am Boden, von wo aus sie die Wirte insbesondere an den Beinen angreift. Durch ein Anaestheticum im Speichel werden ihre Bisse oft kaum bemerkt, so dass sich der Egel vollsaugen kann und schließlich abfällt. Der bis zu 3,3 cm lange Tigeregel (Haemadipsa picta) ist in Borneo, Indochina und Taiwan verbreitet, wo er im Astwerk oberhalb einer Höhe von 1 m lebt. Er kann sich auf seine Wirte fallen lassen und verursacht stark schmerzende Bisswunden. Dies tut auch der bodenlebende Indische Landblutegel (Haemadipsa sylvestris). Eine im südöstlichen Australien in Wäldern häufige Egelart, die auch an Menschen Blut saugt, ist der Australische Landblutegel (Chtonobdella limbata). Es gibt aber auch Landegel, die nur an Reptilien saugen, so der auf der Malaiischen Halbinsel heimische Kettstreifige Blutegel (Phytobdella catenifera).

## Bedeutung für den Menschen
Einige Landegel, darunter der Ceylonegel und der Tigeregel, treten stellenweise massenhaft auf, so dass Passanten im Wald nicht verhindern können, dass sich zahlreiche Egel an ihnen festsaugen. Die Egel, deren Bisse auch zu bakteriellen Sekundärinfektionen führen können, übertragen in manchen Fällen Flagellaten der Gattung Trypanosoma und verursachen so in einzelnen Fällen Verkrüppelungen oder auch den Tod des betroffenen Menschen. Deshalb gelten manche Waldgebiete etwa auch für Soldaten als schier unpassierbar, was dazu geführt hat, dass Militäreinrichtungen Forschungen über die Egel betrieben. Eine Imprägnierung der Standarduniform der United States Army mit der Chemikalie M-1960 wurde in Untersuchungen der 1950er Jahre als ausreichender Schutz befunden.

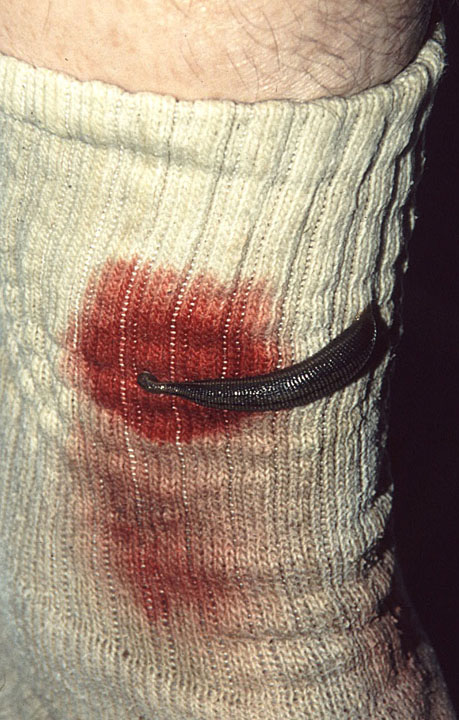
Die gewählten Strümpfe sollten dick genug sein (hier: Haemadipsa sp.)

Der Olmützer deutschmährische Zoologe Ludwig Karl Schmarda berichtet von einer Reise durch die britische Kolonie Ceylon, das heutige Sri Lanka, in den 1850er Jahren:

„Beide Plagen [, welche die Schaben und Mücken verursachen,] sind jedoch nichts gegen die viel größere, die den Wanderer überall verfolgt; denn in den Wäldern und Wiesen wimmelt es von kleinen Landblutegeln, es ist die Hirudo ceylanica [sic] älterer Berichterstatter. Sie leben im Grase, unter abgefallenen Blättern und Steinen, hier auch auf Bäumen und Sträuchern. Sie sind äußerst schnell in ihren Bewegungen und müssen ihre Beute schon aus einiger Entfernung wittern. Sobald sie einen Menschen oder ein Thier wahrnehmen, kommen sie aus der ganzen Nachbarschaft und stürzen sich auf ihre Beute. Das Aussaugen des Blutes merkt man oft kaum. Nach einigen Stunden sind sie vollgesogen und fallen dann von selbst ab. […] Besonders unangenehm ist es, daß die Blutegel solche Stellen am liebsten aufsuchen, wo ihre Vorgänger schon eine gute Weide gefunden haben, da die entzündete, mit Blut unterlaufene und wärmere Haut sie lockt. In diesem Theile des Landes leidet man mehr von Blutegeln als von Schlangen, Elephanten und Raubthieren. Um sich gegen den Angriff dieses kleinen, aber fürchterlichen Feindes zu sichern, ist es unabweislich, besonders die Füße zu schützen. Dies geschieht durch lederne oder dicke wollene Strümpfe, welche man über die Beinkleider anzieht und unter dem Knie festbindet.Wir fanden die letztern ausreichend und bequem, führten jedoch immer ein Reservepaar mit, da sie sehr leicht im Dickicht zerreißen oder beim Gehen durchgerieben wurden. Ich fand sie [die Egel] am Bunde oft zu Dutzenden sitzen, bemüht, durchzudringen. Während des Marsches litten wir viel weniger, am wenigsten leidet der erste in der Reihe. Die Fußpfade sind so schmal, daß nur Mann hinter Mann gehen kann. Haben die Blutegel einmal Witterung, so fallen sie die Nächstfolgenden um so gieriger an. Selbst bei aller Vorsicht hatten wir sie bald im Nacken, in den Haaren oder am Arme, da sie nicht nur im Grase und Laube, sondern auch auf den Bäumen leben, von denen sie sich auf die vorübergehenden Menschen oder Thiere herabfallen lassen.“

## Systematik
Zur Familie Haemadipsidae werden heute unter anderen folgende Gattungen gezählt:
- Amicibdella
- Chtonobdella
- Haemadipsa
- Hygrobdella
- Idiobdella
- Malagabdella
- Nesophilaemon
- Philaemon
- Phytobdella

Eine Zeitlang zu dieser Familie gestellt wurde auch der Europäische Landblutegel (Xerobdella lecomtei), der im Gegensatz zu den Haemadipsidae kein Blut saugt, sondern Insektenlarven und Regenwürmer erbeutet und als Ganzes verschlingt. Die Gattung Xerobdella gehört jedoch nicht in dieses Taxon, sondern ebenso wie die Gattung Mesobdella zur Familie Xerobdellidae.